# Trunkó Barnabás
Trunkó Barnabás (Budapest, 1948. május 1. –) magyar humorista, író, dramaturg, forgatókönyvíró, jogász, biztosítási szakember.

## Élete
Általános iskolai tanulmányait Debrecenben és Budapesten végezte, a Kölcsey Ferenc Gimnáziumban érettségizett. Az ELTE Állam- és Jogtudományi Karán 1972-ben szerzett diplomát, majd elvégezte a MÚOSZ Újságíró Iskoláját. 1975-ben ügyvédi-jogtanácsosi, 1987-ben biztosítási szakjogászi képesítést szerzett.
Három fia van: Bence (1975) producer, kreatív igazgató, Barnabás (1980) animációs filmes, Bálint (1982) fotós.

## Munkássága
1972-74-ig a Rendőrtiszti Főiskola tanára (büntetőjog), a Magyar Rendőr c. hetilap rovatvezetője. 1974-től az Állami Biztosító jogtanácsosa, főosztályvezetője, majd ügyvezető igazgatója. 1990-2010-ig a Magyar Biztosítók Szövetségének főtitkára.
1986-tól a Ludas Matyi külső munkatársa (kezdetben karikaturistaként), majd több napi- és hetilapban volt rovata (Kiskegyed-Tűsarok, Magyar Hírlap – Bonbonniere, Népszabadság – Törpesarok, Figyelő – Légből kapott hírek.) 1982-től a Rádiókabaré szerzője és műsorvezetője, majd a Hócipő főmunkatársa. 1976-tól megszűnéséig a Mikroszkóp Színpad dramaturgja.

## Könyvei
- Biztosítási jog (1992)
- Biztosítási Vademecum (1995)
- Kész kabaré (2001)
- Félreértelmező kéziszótár -illusztrációk (2001)
- A legvidámabb pláza (2007)
- Sastaps. Kabarék, kollégák, komédiások; Kossuth, Bp., 2011

## Színházi művei
- Vesszük a lapot (1985. Mikroszkóp Színpad – író, szerkesztő)
- Az állam is felkopik (1986. Mikroszkóp Színpad – író)
- Felettünk a béka! (1988. Mikroszkóp Színpad – író, szerkesztő)
- Lépj be a SAS-ba! (1988. Mikroszkóp Színpad – író)
- Csak semmi politika (1989. Mikroszkóp Színpad – író, szerkesztő)
- Jó párt holtig tanul (1989. Mikroszkóp Színpad – író, szerkesztő)
- Váltjuk a rendszert( 1990. Mikroszkóp Színpad – író, szerkesztő)
- Kiló a lóláb (1990. Mikroszkóp Színpad – író, szerkesztő)
- Bevétel erősíti a szabályt (1991. Mikroszkóp Színpad – író, szerkesztő)
- Minden nagyon szép...(1992. Mikroszkóp Színpad – író, szerkesztő)
- Zsarukabaré (1993. Mikroszkóp Színpad – író, dramaturg)
- Övön alul (1993. Vidám Színpad - író)
- Mindenki mindenkivel (1994. Mikroszkóp Színpad – író, dramaturg)
- Az Élettől keletre (1994. Vidám Színpad -író)
- Sasazértis (1995. Mikroszkóp Színpad -író, dramaturg)
- Kiskegyed kabaré (1996. Mikroszkóp Színpad -író, dramaturg)
- Nyerünk vagy nyelünk (1997. Mikroszkóp Színpad – író, dramaturg)
- Vigyázz NATO, jön a magyar! (1998. Mikroszkóp Színpad – író, dramaturg)
- Hopp, te Zsiga! (1998. Mikroszkóp Színpad – író, dramaturg)
- Kriminális kabaré (1998. Vidám Színpad – író)
- Kihajolni veszélyes (1999. Mikroszkóp Színpad – író, dramaturg)
- Zsebrepacsi (1999. Mikroszkóp Színpad – író, dramaturg)
- Kelet ez nekünk? (2000. Mikroszkóp Színpad – író, dramaturg)
- Türelmes zóna (2000. Mikroszkóp Színpad – író, dramaturg)
- Közös bűn (2000. Mikroszkóp Színpad – író, dramaturg)
- A pesti szín (2002 – Nemzeti Színház – író)
- Felettünk a béka (2012 – Sasfészek Kabaré – író, dramaturg)
- Hacsek és Sajó + 1 fő (2012 – Spinóza Színház – író, rendező)

## Televízió
- Szeszélyes évszakok (1982-2004)
- Uborka (1992-2002)
- Best of Trunkó (1996)
- Az óvszeres (2004)
- Capitaly (sorozat - 2002)
- Szerencsi, fel! (sorozat – 2003)
- SztárVár (sorozat – 2005)

## Díjak, elismerések
- Karinthy-gyűrű (1990)
- Komlós-gyűrű (1992)
- Bon-bon-díj (1998, 1999, s még háromszor)
- Joseph Pulitzer-emlékdíj (2000)
- A Magyar Köztársasági Érdemrend tisztikeresztje (2002)
- Kemény György-emlékdíj (2005)
- Az év konferansza (2008)
- Marton Frigyes-díj (2009)
- Arany Töltőtoll (ORFK - 2009)
- A Köz Szolgálatáért – arany fokozat (2010)